# Сідней (Індіана)
Сідней (англ. Sidney) — місто (англ. town) в США, в окрузі Косцюшко штату Індіана. Населення — 131 особа (2020).

## Географія
Сідней розташований за координатами 41°6′18″ пн. ш. 85°44′35″ зх. д. / 41.10500° пн. ш. 85.74306° зх. д. (41.105083, -85.742920).  За даними Бюро перепису населення США в 2010 році місто мало площу 0,33 км², з яких 0,32 км² — суходіл та 0,01 км² — водойми.

## Демографія
Згідно з переписом 2010 року, у місті мешкали 83 особи в 34 домогосподарствах у складі 25 родин. Густота населення становила 248 осіб/км².  Було 41 помешкання (123/км²).
Расовий склад населення:
| - 100,0 % — білих |

До двох чи більше рас належало 0,0 %. Частка іспаномовних становила 3,6 % від усіх жителів.
За віковим діапазоном населення розподілялося таким чином: 25,3 % — особи молодші 18 років, 51,8 % — особи у віці 18—64 років, 22,9 % — особи у віці 65 років та старші. Медіана віку мешканця становила 42,3 року. На 100 осіб жіночої статі у місті припадало 84,4 чоловіків;  на 100 жінок у віці від 18 років та старших — 87,9 чоловіків також старших 18 років.
Середній дохід на одне домашнє господарство  становив 47 230 доларів США (медіана — 51 667), а середній дохід на одну сім'ю — 49 430 доларів (медіана — 56 042). За межею бідності перебувало 4,9 % осіб, у тому числі 5,0 % дітей у віці до 18 років та 0,0 % осіб у віці 65 років та старших.
Цивільне працевлаштоване населення становило 28 осіб. Основні галузі зайнятості: виробництво — 50,0 %, освіта, охорона здоров'я та соціальна допомога — 25,0 %, роздрібна торгівля — 17,9 %.